# Thiago Martins (cầu thủ)
Thiago Martins (sinh ngày 17 tháng 3 năm 1995) là một cầu thủ bóng đá người Brasil.

## Sự nghiệp câu lạc bộ
Thiago Martins đã từng chơi cho Yokohama F. Marinos.